# Gnaphosa aborigena
Gnaphosa aborigena är en spindelart som beskrevs av Viktor Tysjtjenko 1965. Gnaphosa aborigena ingår i släktet Gnaphosa och familjen plattbuksspindlar.
Artens utbredningsområde är Kazakstan. Inga underarter finns listade i Catalogue of Life.